# Заполье (усадьба)
Заполье или Усадьба фон Бильдерлингов — старинная усадьба, принадлежавшая русскому и курляндскому дворянскому роду фон Бильдерлинг. Расположена в Лужском районе Ленинградской области, на территории современного посёлка Володарское, на берегу озера Врево.
Является объектом культурного наследия.

## История
С середины XVIII века деревней Заполье владели частями жена подпоручика Прасковья Матвеевна Сонцева и статский советник Яков Иванович Сукин. Сама же усадьба была построена Никофором Львовичем Палибиным, откупившим часть Сонцевой. В 1804 году хозяином обеих частей стал Яков Степанович Миркович, который годом раньше купил долю Сукиных. На карте Санкт-Петербургской губернии Ф. Ф. Шуберта 1834 года на месте современного посёлка обозначены: деревня Люблина, состоящая из 21 крестьянского двора, деревня Заполье и при ней усадьба помещика Мирьковича.
26 августа 1857 года в господском доме была освящена во имя Владимирской иконы Божией Матери домовая церковь, построенная по проекту архитектора Егора Ивановича Диммерта. В этот день в Бородинском сражении Ф. Я. Миркович получил тяжелое ранение.
В 1883 году наследники Ф. Я. Мирковича продали Заполье генерал-майору артиллерии Петру Александровичу Бильдерлингу. Новый владелец стремился сделать хозяйство образцовым: ввёл рациональное полеводство, луговодство и травосеяние, завёл породистый скот, создал молочню с центрифугой, маслобойню, построил конный завод, возродил винокурение, устроил водокачку, лесопильню и паровую мельницу, создал питомник плодовых деревьев и обновил оранжереи. В 1889 году на берегу озера Врево он построил сельскохозяйственную станцию для наблюдений за влажностью почвы, температурой воды в озере, росой, при помощи созданных им приборов. В 1900 году по завещанию П. А. Бильдерлинга имение перешло к его сыну Петру Петровичу.
По состоянию на начало XXI века на территории бывшей усадьбы действует база отдыха. Сохранился усадебный дом, парк и фонтан в конце въездной аллеи. Парковые павильоны, хозяйственные постройки, службы находятся в разной степени заброшенности.